# 聖地には蜘蛛が巣を張る
『聖地には蜘蛛が巣を張る』(せいちにはくもがすをはる、英: Holy Spider、ペルシア語: عنکبوت مقدس)は、2022年のデンマーク・ドイツ・スウェーデン・フランス合作の犯罪スリラー映画。監督はアリ・アッバシ。主演はメフディ・バジェスタニとザーラ・アミール・エブラヒミ。
本作は、第75回カンヌ国際映画祭のコンペティション部門に出品され、エブラヒミが女優賞を受賞したほか、第95回アカデミー賞の国際長編映画賞部門にデンマーク代表として出品された。

## ストーリー
イランの女性ジャーナリストであるラヒミは、廟への巡礼者で賑わう聖地マシュハドで発生した「蜘蛛殺し」と呼ばれる被害者が全て娼婦の連続殺害事件を追っていた。捜査に消極的な警察に不信感を抱いたラヒミは、地元の犯罪記者と手を組み、自ら囮(おとり)となることで、犯人が退役軍人のサイードであることを突き止めた。
16人の娼婦を殺した罪で法廷に立たされても、神から授かった仕事として「街を浄化している」と胸を張るサイード。町には彼の犯行を英雄視し、娼婦を憎む熱狂的な支持者がおり、裁判所の前には釈放を求めるデモ隊が集まった。
判決として12回の死刑やムチ打ちなど多くの刑が確定した。牢に訪ねて来た有力な友人から、形ばかりの死刑執行の後に逃がすと保証され、落ち着き払って刑場に向かうサイード。しかし、絞首刑は実行された。ラヒミたちが見ている前で、脱走は不可能だったのだ。
仕事を終えて町を去るラヒミ。だが、彼女の撮影したインタビュー記録の中では、サイードの息子で父親を英雄視しているアリが、娼婦がいる限り第2のサイードは現れる。自分も後を継げと言われていると、誇らしげに父の殺人を再現していた。

## キャスト
- サイード - メフディ・バジェスタニ（英語版）
- ラヒミ - ザーラ・アミール・エブラヒミ（英語版）
- シャリフィ - アーラシュ・アシュティアニ
- ファティマ - フォルザン・ジャムシードネジャド
- ソマイェ - アリス・ラヒミ
- ロスタミ - シナ・パルヴァーネ
- ジーナブ - サラ・ファジラット（ペルシア語版）
- ハジ - フィルーズ・アゲリ
- アリ - メスバフ・タレブ
- 判事 - ニマ・アクバルプール（ペルシア語版）

## 製作

### 構想
本作は、サイード・ハナイが2000年から2001年にかけて、マシュハドで、娼婦として働いていた16人もの女性を殺害した実際の連続殺人事件から着想を得ている。監督のアリ・アッバシは事件が発覚した当時、テヘランの学生だったが、ハナイを英雄として称える人々の保守的な反応と、警察が彼を逮捕するまでに相当の時間を要したことに困惑した。その後、本事件を扱ったマジアール・バハリによる2002年のドキュメンタリー『و عنکبوت آمد』を鑑賞したことで、本作の草稿を書き始めた。アッバシはドキュメンタリーを鑑賞した上で「本当に奇妙なことに、自分の意志と反して、あの男 (ハナイ) に同情してしまった。彼の犯行には快楽欲求的な部分や、歪んだ性癖など、猟奇的な側面もあったと思うが、同時に奇妙な純粋さも持ち合わせていた。それはつまるところ、社会がどのように連続殺人犯を作り上げるのかということだった。」と語った。初期の草稿は事件に忠実に沿った作りのものだったが、アッバシは犯人だけでなく、事件やイラン社会を取り巻く女性差別にも焦点を当てるべきだと考え、当初の路線を変更し、前述のドキュメンタリーでサイードへのインタビューを行った女性ジャーナリストから着想を得た、架空の女性ジャーナリストのラヒミというキャラクターを創作することにした。アッバシはこの変更に関してこう語っている。
私の意図としては、連続殺人犯についての映画を作りたい訳ではなかった。私は、連続殺人犯がいる社会についての映画を作りたかったのだ。それはイラン社会に根付いている女性嫌悪についてであり、その性差別は、特に宗教的や政治的なものではなく、文化的なものなのだ。私たちは、男性が女性を殺したり、遺体を切り刻んだりする多種多様な方法についての映画を作るのでなく、被害者の立場に立って、複雑な問題やそれぞれの立場で異なる利害関係を明確に浮き彫りにしたかったのだ。ラヒミの物語は、サイードの物語と同じぐらい重要なものだ。私は、彼女が如何にして、事件を追いながら、自分や、家族、社会との葛藤に向き合うのかに迫り、理解したかった。—アリ・アッバシ

### プリプロダクション
本作の企画は2016年に正式に始動し、その後、2018年にアッバシの前作『ボーダー 二つの世界』が批評的に成功を収めたことで後押しされた。アッバシは、マシュハドで撮影することが重要だと考え、イランでの撮影を計画した。製作チームはイラン当局に出向き、脚本を渡し、もしイラン国内での撮影が行えるのであれば、国の枠組みの中での妥協も可能との旨を伝え、撮影許可の交渉を行ったが、当局は難色を示し、明確な許可の有無に関する回答が行われないまま1年が経過し、イランでの撮影計画は破棄された。
サイード役には、マシュハド地方の出身で、実際のハナイと同じ労働者階級のアクセントで話すことが可能であるメフディ・バジェスタニがキャスティングされた。アッバシは、バジェスタニは本国のテヘランを中心に活動している為、本作への出演で大きなリスクを負っていると明かした。ラヒミ役のザーラ・アミール・エブラヒミは、当初はキャスティング・ディレクターとして作品に参加していたが、キャスティングの終盤でラヒミ役の選考のやり直しをすることになり、当初キャスティングされていた女優よりもエブラヒミが相応しいという判断がなされ、主演にキャスティングされることになった。エブラヒミは2006年に、元婚約者の男性から個人的なセックス・テープを流出させられたスキャンダルで、イランの芸能界から実質的に追放され、フランスに拠点を移した経験があり、アッバシは、男性優位の社会を生き抜く女性を演じさせるにあたって、エブラヒミの境遇が適していると考えた。アッバシは、エブラヒミと彼女が演じた役柄について「私たちは、役柄を彼女 (エブラヒミ) に近づけた。彼女は、自身の経験から得たもの、ビデオの流出後に経験したことなどを、キャラクターに入れ込んだ。彼女がそれを行うまでは、ここまで面白いものにはなっていなかったと思う。」と語った。シャハブ・ホセイニは出演の打診を受けていたが、「監督の視点とテーマに興味が持てなかった」ことを理由にオファーを断っていた。

### 撮影
前述の通り、イランでの撮影が行えなくなった為、代替のロケ地にトルコとヨルダンが挙がった。結果、よりイランの風景に近いヨルダンが選ばれ、2020年の初頭に撮影を開始する計画が立てられた。しかし、新型コロナウイルス感染症の流行を受け、複数回の撮影延期をせざるを得なくなった。2020年末、ヨルダンの新型コロナウイルス感染症に関する規制が厳しくなった為、もう1つの候補で、イランと国境を接している為、物流面での準備が容易なトルコで撮影を進めることになった。しかし、トルコでのロケハンが終了し、現場に制作チームが派遣されたにもかかわらず、トルコ当局は撮影に必要な許可を下ろさなかった。最終的に、撮影準備の情報を知ったイラン当局の介入によって、トルコでの撮影は中止となった。2021年初頭、再びヨルダンにロケ地を戻し、アンマンを中心に撮影をすることになった。その頃には規制が緩和されており、撮影が行える状況になっていた。予算の都合や政治的な理由で、イランから多くの小道具を持ち込むことが出来なかった為、街中にある国旗や看板をイランのものにするなどの調整でマシュハドの街並みを再現した。主要な撮影は、2021年5月から開始し、35日間をかけて終了した。

## 公開
本作は、2022年5月22日にカンヌ国際映画祭で上映され、劇中の暴力シーンの影響で複数の途中退場者を出したものの、7分間に渡るスタンディング・オベーションを受けた。その後、北米の配給権をユートピアが獲得し、イギリス、アイルランド、中南米、マレーシアの配給権をMUBIが獲得した。

## 評価

### 批評家の反応
本作は批評家から賞賛されている。Rotten Tomatoesでは124個の批評家レビューのうち84%が支持評価を下し、平均評価は10点中7.2点となった。サイトの批評家の見解は「『聖地には蜘蛛が巣を張る』は、実際に起きた恐ろしい事件を、繊細さを捨てた強く感情的な怒りに満ちた映画に変化させている」となっている。MetacriticのMetascoreは11個の批評家レビューに基づき、加重平均値は100点中66点となった。サイトは本作の評価を「概ね好意的」と示している。
『ザ・テレグラフ』のティム・ロビーは、映画に満点となる5つ星を与え、「深く引き込まれ、巧妙に作られ、そして、かなり意図的に恐怖を与えられる。」とした上で、本作の裁判の描写について「アスガル・ファルハーディーの法廷描写の手法を借用し、司法の議論へと (映画の) 調子を変え、サイードの弁明よりも体系的に酷悪なもの、つまり彼が当たり前のように広く支持されてしまう状況について分析しようとしている。」と評した。
『ハリウッド・リポーター』のジョーダン・ミンツァーは、「アッバシは、この物議を醸した事件を、暴力的な追跡劇スリラーと、たとえ女性が冷酷な殺人事件の被害者であっても、常に何かの罪を犯しているような視線を向ける、イランの懲罰的な神権政治の制度に対する批判の両方に変換させて見せた。」と評し、さらに「監督の前作のように、よく知られたジャンルの作品であることを逆手に取り、観客に予想以上の衝撃を与えながら、イランという国が抱える問題点を明確にはっきりと観客に伝えようとしている。」とし、「繊細な映画とは程遠いが、それでも『聖地には蜘蛛が巣を張る』は、心を掴まれ、不安にさせられ、決して怖がりの人向きではない作品になっている。」とも評した。
『バラエティ』のジェシカ・キアングは、「サイードの犯罪が世に知られるようになり、彼が家族を含む一部の人々の中で、正義を訴える道徳活動の英雄的存在になってしまうという、興味深い社会的影響を扱う最終幕の前に、アッバシの映画はこの確立されたテンプレートに忠実なものになる。」と評した。『ガーディアン』のピーター・ブラッドショーは、「この映画にはあり得ない要素が多過ぎる」とした上で、サイードの人物造形に関して「それでも、映画の終盤、被告席に佇むサイードの不気味なまでの冷静さと反省の色が見えない態度が上手く表現されている。アッバシは、被害者意識が生み出す残酷な態度を、間違いなく見事に伝えることに成功している。」と評した。

### 受賞とノミネート
| 賞                           | 日付           | 部門               | 対象                                         | 結果       | 出典          |
| ---------------------------- | -------------- | ------------------ | -------------------------------------------- | ---------- | ------------- |
| カンヌ国際映画祭             | 2022年5月28日  | パルム・ドール     | アリ・アッバシ                               | ノミネート | [ 3 ]         |
| カンヌ国際映画祭             | 2022年5月28日  | 女優賞             | ザーラ・アミール・エブラヒミ                 | 受賞       | [ 3 ]         |
| ヨーロッパ映画賞             | 2022年12月10日 | 作品賞             | 『聖地には蜘蛛が巣を張る』                   | ノミネート | [ 25 ]        |
| ヨーロッパ映画賞             | 2022年12月10日 | 監督賞             | アリ・アッバシ                               | ノミネート | [ 25 ]        |
| ヨーロッパ映画賞             | 2022年12月10日 | 脚本賞             | アリ・アッバシ、アフシン・カムラン・バーラミ | ノミネート | [ 25 ]        |
| ヨーロッパ映画賞             | 2022年12月10日 | 女優賞             | ザーラ・アミール・エブラヒミ                 | ノミネート | [ 25 ]        |
| オースティン映画批評家協会賞 | 2023年1月10日  | 国際映画賞         | 『聖地には蜘蛛が巣を張る』                   | ノミネート | [ 26 ]        |
| バンクーバー映画批評家協会賞 | 2023年2月13日  | 外国語映画賞       | 『聖地には蜘蛛が巣を張る』                   | ノミネート | [ 27 ]        |
| サテライト賞                 | 2023年3月3日   | 作品賞（国際部門） | 『聖地には蜘蛛が巣を張る』                   | ノミネート | [ 28 ] [ 29 ] |

### イラン国内での反応
2022年5月29日、文化・イスラーム指導省の映画機関は、カンヌ国際映画祭が本作に女優賞を授与したことを「政治的な意図を持った侮辱的な動き」と非難する声明を発表した。さらに、声明では「作品は、全世界何百万人ものイスラーム教徒と、シーア派の人々の信仰を侮辱した。」との抗議があり、「この映画は、サルマン・ラシュディの『悪魔の詩』と同じ末路をたどるだろう。」と述べた。
6月1日、文化・イスラーム指導大臣のモハンマド・メフディ・エスマーイーリーは、イランが「外務省を通じてフランス政府に正式に抗議した」と述べた。また、「イラン国内の人物が『聖地には蜘蛛が巣を張る』に関与していた場合、イラン映画機関から必ず処罰を受けるだろう。」とも述べた。
イランでは、こうした政府機関のみならず、一般の観客からも批判的な反応が集まっており、IMDbのユーザースコアでは、どの国でも一般公開が始まっていない2022年6月時点で、10段階評価中1段階 (最低評価) の投票が約2000件集まっており、全体の投票数の約60％を占めるというレビュー爆撃が行われた。

### 『Killer Spider』の監督による批判
本作と同じ題材を扱った2020年の映画『Killer Spider』を監督したエブラヒム・イラジュザードは、アッバシが自作を盗作し、映画を早く制作し公開するために、イランの検閲回避として他国での制作を行ったと非難した。またエブラヒムは、自分のように政府の承認を待っていれば、イランで撮影をすることは可能だったと主張している。